# Ákra Taxiárchis
Ákra Taxiárchis är en udde i Grekland.   Den ligger i prefekturen Nomós Kerkýras och regionen Joniska öarna, i den västra delen av landet, 400 km nordväst om huvudstaden Aten. Ákra Taxiárchis ligger på ön Korfu.
Terrängen inåt land är kuperad österut, men åt nordväst är den platt. Havet är nära Ákra Taxiárchis åt sydväst.Runt Ákra Taxiárchis är det ganska tätbefolkat, med 214 invånare per kvadratkilometer. Närmaste större samhälle är Agios Georgis, 5,3 km norr om Ákra Taxiárchis. I omgivningarna runt Ákra Taxiárchis växer i huvudsak blandskog.